# 하라 모토토키

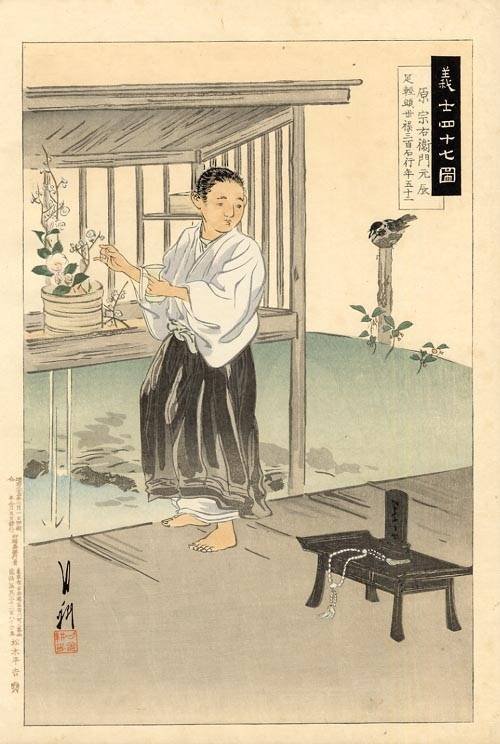
『의사 47도 소에몬 모토토키』 (오가타 겟코作)

하라 모토토키(일본어: 原 元辰 はら もととき[*] , 게이안 원년 (1648년) ~ 겐로쿠 16년 2월 4일 (1703년 3월 20일))는 에도 시대 전기의 무사이다. 아코 낭사 47사 중 한명이다. 통칭 소에몬 (일본어: 惣右衛門 そうえもん[*]). 다른 이름으로 와다 모토마사(和田元真), 마에다 젠조(前田善蔵)이다.

## 생애
게이안 원년 (1648년), 요네자와번주 우에스기 츠나카츠의 가신 (우마마와리 100석) 후의 다이쇼지번주・마에다 도시하루의 가신 (쵸쇼인 포함)・하라 사다토키의 장남으로 태어났다. 어머니는 와다 쇼켄 (오가사와라가 가신)의 딸이다. 동생은 오카지마 츠네시게이다.
아버지 사다토키는 쇼오 3년 (1654년) 즈음에 어떤 사정으로 인해 마에다가와 우에스기가를 떠나 낭인이 되지만, 엔호 3년 (1675년), 모토토키는 아코번주 아사노 나가나오의 사관이 되었고, 후에 동생인 츠네시게도 아코번을 섬기게 되었다. 엔호 7년 (1679년), 아코번사 나가사와 로쿠로에몬의 딸을 아내로 맞이해, 그녀와 4녀를 두었으나, 겐로쿠 5년 (1692년)에 아내는 쌍둥이를 낳다가 사망했다. 후처로 미즈노 시치로에몬 (히메지번 혼다가 가신)의 딸을 맞이했다. 겐로쿠 6년 (1693년) 분한장에는 250석을 받았고, 겐로쿠 10년 (1697년) 8월 14일, 50석이 가증되어 도합 3백석, 또 아시가루가시라에 취임했다.
겐로쿠 14년 (1701년) 3월 14일, 칙사 어치주역(御馳走役)을 맡고 있던 주군 아사노 나가노리가 에도성 마츠노오오히로마에서 키라 요시히사에게 칼로 부상을 입혔다. 사변이 일어났을 때는 텐소 저택에 들어가있었어서, 텐소 저택으로부터의 퇴거를 지휘해, 아사노가의 집기류를 옮겼다. 이 수법이 좋은 것이 에도막부 메츠케는 감탄했다고 한다. 그날 밤, 오오이시 노부키요와 함께 제2의 사신으로 하야카고를 타고 아코로 향했다. 평소라면 15일이 걸리는 거리를 4일만에 주파하고, 3월 19일, 아사노 나가노리의 할복 소식을 아코에 알렸다. 가로 오오이시 요시오는 모두 등성하라고 명해, 연일 평정을 했다. 평정은 농성하면서 죽을지(농성토사), 성을 열고 명을 따를지(개성공순)의 두개로 대립하고, 모토토키는 개성공순을 주장하며 오오이시에게 이의를 제기하는 가로 오노 토모후사를 추궁해 퇴거시켰다.
아코성을 비워서 내어준 후에는 오사카에 살면서, 오오이시 요시오의 어가재건운동을 보좌하고, 같은 해 9월에는 원수를 갚겠다고 주장하는 급진파를 설득하기 위헤 오오타카 타다오 등과 함께 에도로 내려갔다. 그런데 반대로 호리베 타케츠네 등에 동조하여 급진파의 중심이 되어, 교토 야마시나에 가서 오오이시에게 원수를 갚을 것을 강요했다. 또한, 복수를 결행하려고 하지 않는 오오이시에게 화가 난 급진파는 한때, 모토토키를 대장으로 해서 습격하려는 계획도 있었다. 겐로쿠 15년 (1702년) 7월, 막부는 아사노 나가노리의 동생 아사노 나가히로의 히로시마 종가에 금고령 처분을 결정해, 어가 재흥의 히망이 사라졌다. 이에 따라 교토 마루야마 회의에서 오오이시는 복수를 결정하자, 같은 해 10월에 모토토키는 오카지마 츠네시게, 하자마 미츠노부 등과 함께 에도로 내려간다.
12월 14일 키라 저택 습격에서는, 정문대에 속해, 오오이시 요시오를 도와 사령에 임했다. 저택 침임 때 지붕에서 발을 삐끗하여, 센가쿠지로 향할 때 가마를 타고 갔다.
호소카와 츠나토시 저택에 맡겨져, 겐로쿠 16년 (1703년) 2월 4일, 막부의 명에 의해 호소카와 가신 마스다 사다에몬(増田貞右衛門)의 가이샤쿠로 할복, 향년 56세였다. 법명은 인봉모검신사(刃峰毛劔信士)이다.

## 자손
- 할복할 때, 3살이었던 아들은 출가해 슌코(春好)라고 불렸다. 교호 8년 (1725년) 히로시마 아사노 본가에 250석으로 고용되었다. 보다이의 명복을 비는 공양탑이 후쿠쇼산 엔류지에 있다. 후년의 히로시마번 아사노가 사무라이장(侍帳)에 하라씨가 보이지 않기 때문에 절가 또는 우에스기 집안처럼 야마다 성씨로 고쳤을 가능성이 있다
- 아코 사건에 의해 죄가 미치는 연좌를 피하기 위해, 모토토키는 우에스기가에 남아있는 하라 일족과 의절했다. 사촌의 자손이 요네자와 번사로 이어지고 있다. (하라 성 이외의 토바(鳥羽・야마다(山田)씨가 있다)

## 유품
모토토키의 유품은 센가쿠지의 주지가 허락받지 않고 매각해 절 비용으로 썼기 때문에 흩어졌다. 21세기에 이르러 모토토기가 사용했을 가능성이 있는 와키자시가 발견되어, 아코 오오이시 신사는 진위 감정 후 공개 예정이라고 발표했다.

## 창작・항설
원수를 갚지 않은 모토토키를 노모가 자살하고 충고했다는 이야기가 오늘날 전해지고 있는데, 이것은 후세의 창작이다.